# André Fontainas
André Fontainas (Bruxelles, 1865 – Parigi, 1948) è stato uno scrittore belga.
Le sue prime poesie, ispirate alla corrente del simbolismo, apparvero nel periodo La Basoche (Bruxelles, 1884-1885).
Stabilitosi a Parigi nel  1888, pubblicò alcune raccolte di versi, che, pur rifacendosi a Mallarmé, rivelarono una personale visione improntata ad un raffinato misticismo.
Meno spontanea fu la sua attività di romanziere, mentre diede un grande apporto come critico d'arte. Il pittore francese Paul Gauguin gli dedicò il suo libro Avant et après.

## Opere
- Il sangue dei fiori
- Crepuscoli
- Storia della pittura francese del XIX secolo

## Fonti
https://www.britannica.com/EBchecked/topic/1065273/Andre-Fontainas